# Antenne Zeppelin

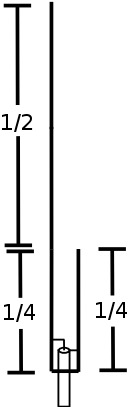
Antenne J de Zeppelin.

Ces antennes étaient régulièrement aperçues sur les ballons Zeppelin d’où le nom « antenne Zeppelin ». Elles sont également appelées « antenne en J » pour l'image de leur forme 1/4 bifilaire et 1/2 filaire. L’antenne Zeppelin est en forme de J, et elle est constituée d'un fil électrique alimenté sur une extrémité par une ligne d'alimentation de 1/4 λ.
 Ces antennes sont dédiées à la réception radioélectrique et à l'émission radioélectrique dans le spectre des radiofréquences par les ballons Zeppelin puis par des ballons dirigeables, par des avions, par des radioamateurs et enfin, par des professionnels. 

## Historique
L'inventeur de l'antenne est Hans Beggerow par le brevet allemand numéro 225204. Année 1909.

Le dessin d'antenne J est représenté avec un câble coaxial inventé par l'Américain Herman Affel dont le brevet est accepté le 8 décembre 1931. le dessin ci-contre représente l'antenne dès 1932.
L’antenne Zeppelin de la forme de J est créée pour fonctionner sur de nombreux ballons dirigeables dans les bandes MF et LF puis dès 1930 dans les bandes HF. 
L'antenne est toujours utilisée par des radioamateurs, par des professionnels dans les bandes VHF et UHF parfois, l'antenne est utilisée dans les bandes MF et HF. 

## Description

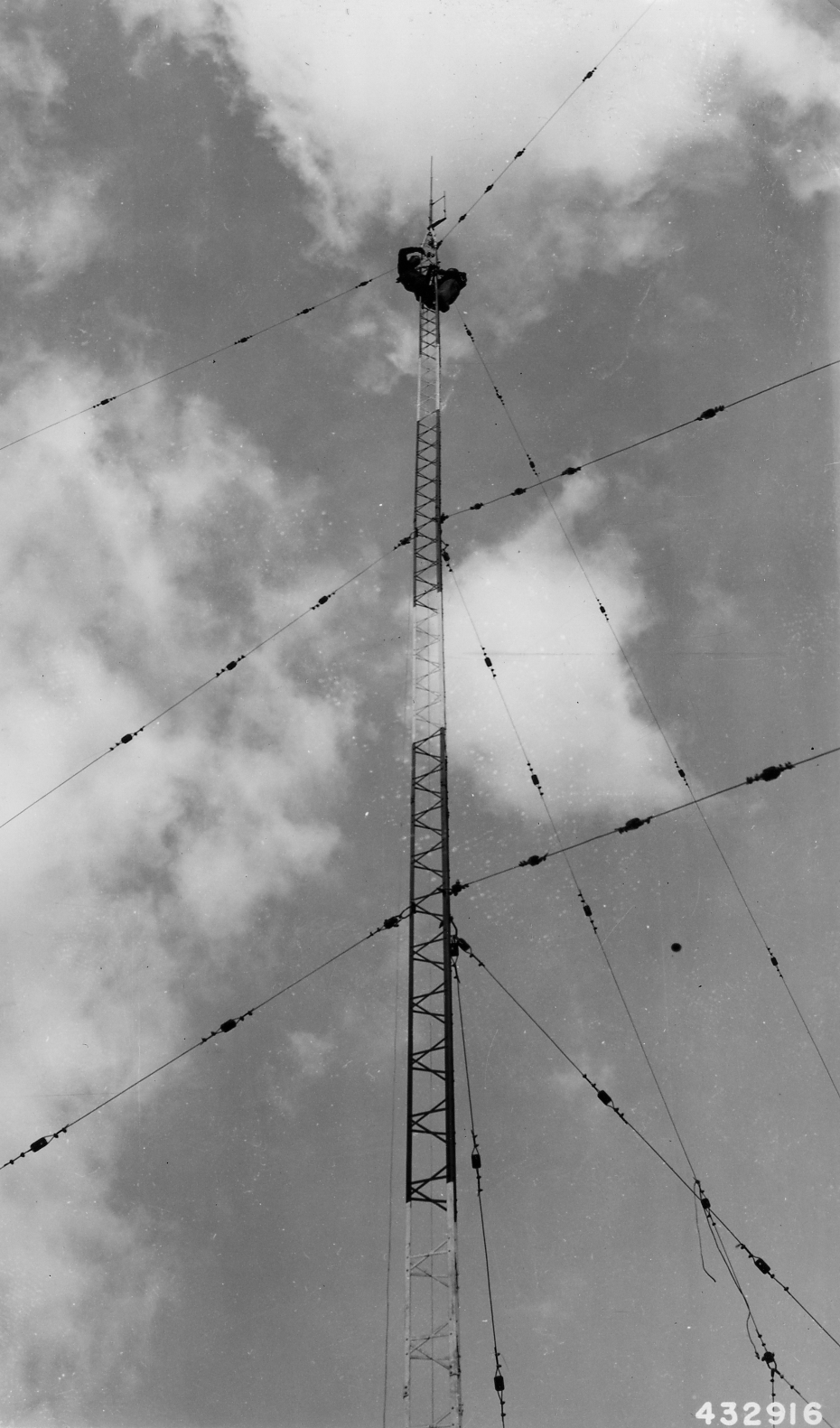
Réglage d'une antenne J sur un pylône.

Ces antennes sont constituées d'un fil électrique rayonnant accordé de 1/2 λ (ou des multiples de 1/2 λ), alimenté en tension électrique (l'impédance est forte) sur une extrémité par un tube adaptateur ou une ligne de transmission accordée de 1/4 λ.
Le rayonnement radioélectrique de ce type d'antenne est presque homogène dans toutes les directions et fonctionne sans plan de sol tout en traînant derrière le ballon dirigeable. 
Sur les ballons dirigeables et les montgolfières, l'antenne filaire multibande de Zeppelin fait son apparition : une antenne long-fil est en résonance (en  tension électrique) d'une demi-onde ou de trois demi-ondes ou de cinq demi-ondes, etc. mais alimentée sur une extrémité par une ligne bifilaire type « échelle à grenouille » d'une longueur d'un quart onde ou de trois quarts onde ou cinq ondes, etc. pour diminuer l'impédance et donc travailler en intensité.
Avec une boite de couplage l'antenne Zeppelin peut aussi travailler avec la partie rayonnante de l'antenne radioélectrique d'une ou plusieurs demi-ondes (1/2 ; 2/2 ; 3/2 ; 4/2 ; 5/2 ; 6/2 ; 7/2 ; 8/2, etc.),. Proche du sol cette antenne Zeppelin est rembobinée sur un touret à manivelle et en altitude le fil d'antenne Zeppelin traînait derrière le dirigeable.
Les  ballons dirigeables travaillaient principalement sur:
- 900 mètres longueur d'onde du service aéronautique en radiotélégraphie (333,33 kHz)
- 450 mètres longueur d'onde de radiogoniométrie (positions des navires, des aéronefs) (666,66 kHz)

Sur les ballons dirigeables et les avions les longueurs de l'antenne radioélectrique étaient:
- sur 900 mètres de longueur d'onde (333,33 kHz) l'antenne est longue de 420 à 440 mètres soit une demi-onde (1/2) et la ligne bifilaire mesure 210 à 220 mètres pour 1/4 de longueur d'onde. L'antenne radioélectrique en fil électrique souple torsadé est plus courte de 10 %.
- sur 450 mètres de longueur d'onde (666,66 kHz) l'antenne est toujours longue de 420 à 440 mètres soit une longueur d'onde et la ligne bifilaire était rembobinée sur un double touret pour être raccourcie de moitié et mesurait toujours 1/4 de longueur d'onde soit une longueur physique de 105 à 110 mètres. L'antenne radioélectrique en fil électrique souple torsadé est plus courte de 10 %.
- Et éventuellement au-dessus des mers et des océans l'antenne de base était d'une longueur d'environ 900 mètres pour travailler sur les longueurs d'onde : 1 800 mètres ; 900 mètres ; 600 mètres ; 450 mètres et de 300 mètres à 220 mètres. Et la ligne bifilaire était rembobinée sur un double touret pour être raccourcie et mesurait toujours le 1/4 de longueur d'onde de travail.

## Antenne en J

Antenne J

Le nom antenne en J est principalement utilisé pour désigner l’antenne Zeppelin constituée en tube ou en fil électrique rigide dans les bandes VHF et UHF . Contrairement à ce qui est dessiné ci-contre, il faut symétriser la connexion de la ligne 1/4 d'onde et pas simplement se contenter de placer un coaxial. Cela peut se faire simplement par un morceau de coaxial d'une demi-onde (corrigée pour le facteur de vélocité du câble) déphasante. L'attaque est alors symétrique et l'impédance est multipliée par quatre mais il suffit de remonter le point d'attaque sur la ligne d'adaptation pour satisfaire aux critères de transmission maximum de puissance.

## Antenne Topfkreis
L'antenne Topfkreis est une antenne mono-bande constituée d'un cylindre long de 1/4 λ surmonté d'un brin rayonnant accordé de 1/2 λ . Elle fonctionne sur le principe de l'antenne Zeppelin.
 L'antenne Topfkreis est utilisé par des radioamateurs, par des professionnels, et dans la bande marine VHF.

## Antenne Slim Jim

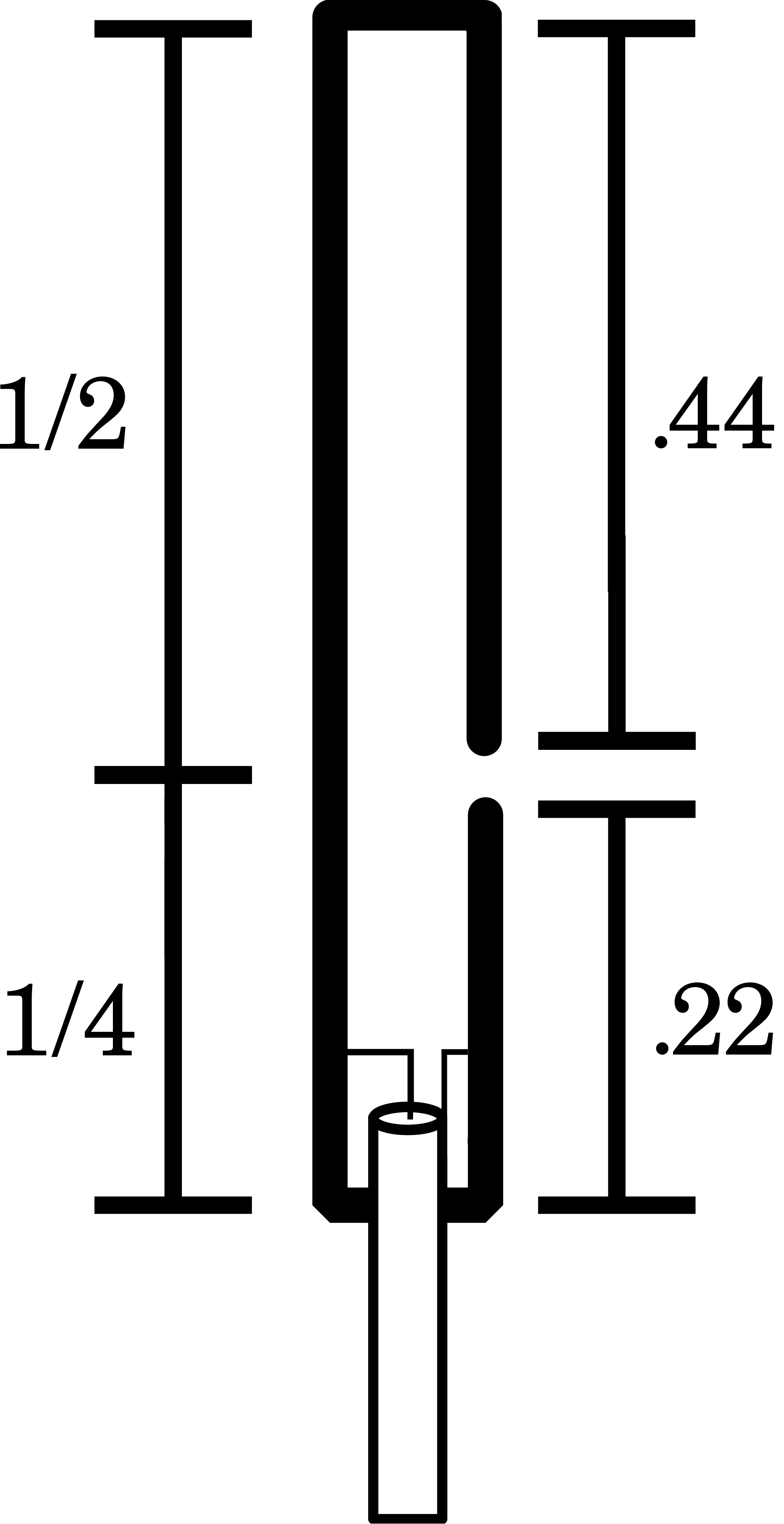
Antenne Slim Jim

Pour obtenir une large bande passante l'antenne en J devient en forme de trombone .
 Le fonctionnement reste identique.

## Avantages

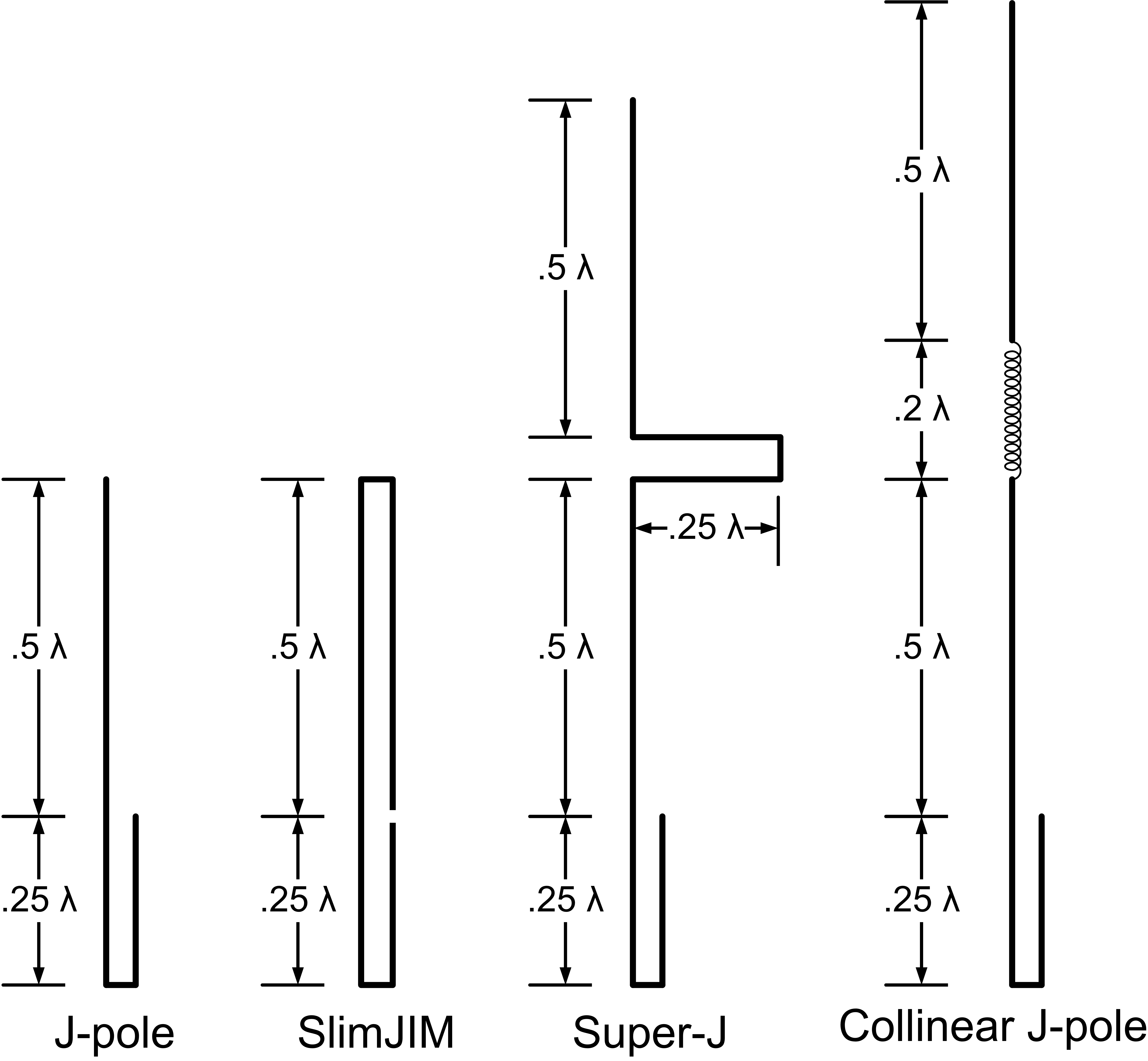
Différentes types d'antennes.

L'antenne Zeppelin est à résonance en tension, l’antenne est raccordée sur une extrémité en extérieur à une ligne de couplage accordée en 1/4 λ entrant dans la station en faible impédance, le ROS avoisine 1:1.
Très bonne antenne omnidirectionnelle dans les bandes VHF et UHF avec une large bande passante sous les noms :
- Antenne en J
- Antenne Topfkreis
- Antenne Slim Jim

Le rayonnement radioélectrique de ce type d'antenne est omnidirectionnel en polarisation verticale .

## Inconvénients
Inconvénients de « l'antenne Zeppelin »
- L’antenne Zeppelin est asymétrique donc :

En émission en zone urbaine, pour les bandes MF et HF l'antenne et la ligne en forme de L renversé peut chez les voisins utilisée comme contrepoids les câbles des appareils électrique, électrotechnique, électronique, informatique, appareil électroménager, enceintes audio, le champ créé par le retour des courants HF est responsable d'un brouillage des récepteurs radios et des télévisions dans l’entourage immédiat de l’antenne.
En réception : l’antenne reçoit une multitude de parasites et de brouillages créant un niveau important de bruit reçu.
Une amélioration est obtenue par l’utilisation d'une antenne Levy pour les bandes MF et HF.
Une amélioration est obtenue en bandes VHF et UHF par l'utilisation de l'antenne en verticale de type : l'antenne en J, l'antenne Topfkreis, l'antenne Slim Jim. Ces trois antennes sont bien moins sensible aux parasites créés et reçus que l'antenne et sa ligne en forme de L renversé.